# Hadena annulata
Hadena annulata är en fjärilsart som beskrevs av Fabricius 1781. Hadena annulata ingår i släktet Hadena och familjen nattflyn. Inga underarter finns listade i Catalogue of Life.